# واریکوسل
واریکوسل (به انگلیسی: Varicocele) اتساع و پیچ خوردگی غیرطبیعی شبکه وریدی (سیاهرگی) اطراف بیضه‌ها است. شیوع آن زیر ۱۰ سال نادر است ولی در بالغان جوان ۱۵٪ و در مردان نابارور ۲۰ تا ۴۰٪ است. در کسانی که با ناباروری ثانویه مراجعه می‌نمایند، یعنی قبلاً بچه‌دار شده‌اند، شیوع آن به ۷۰٪ می‌رسد. ۹۰٪ موارد طرف چپ و در ۱۰٪ موارد دوطرفه است. واریکوسل می‌تواند باعث کاهش تولید اسپرم یا کاهش کیفیت اسپرم تولیدی شود.
علت این پدیده طولانی‌تر بودن ورید تخلیه کننده خون کیسه بیضه چپ به ورید کلیوی و همچنین زاویه عمودی‌تر آن نسبت به سمت راست است. واریکوسل شدید باید تحت عمل جراحی قرار گیرد.

## علایم
این بیماری می‌تواند هیچ علامتی نداشته باشد، یا چندین علامت از خود بروز دهد از جمله درد
1. درد می‌تواند به صورت تیز و قابل تشخیص باشد یا به صورت مبهم.
2. درد می‌تواند با ایستادن یا فعالیت‌های ورزشی بیشتر شود.
3. درد در طول روز بیشتر می‌شود.
4. درد در هنگام دراز کشیدن به پشت کمتر می‌شود.

معمولاً واریکوسل در هنگام ناباروری یا معاینات دوره‌ای تشخیص داده می‌شود. در هنگامی که بیمار در اسکروتوم خود متوجه توده یا تورم یا تفاوت سایز در بیضه‌ها شود می‌توان به این بیماری شک کرد.

## بیماری‌زایی
واریکوسل شایع‌ترین علت قابل اصلاح ناباروری در مردان است. علت ایجاد ان اختلال در تخلیه وریدی یا نارسایی دریچه‌های وریدی بیضه است. نظریه‌های گوناگونی در مورد مکانیسم آسیب بیضه‌ها وجود دارد که مهم‌ترین آن‌ها عبارتند از: افزایش دمای بیضه‌ها یا کاهش جریان خون و اکسیژن رسانی یا انتقال مواد و متابولیت‌های کلیه‌ها و غدد فوق کلیه به بیضه‌ها یا ترکیبی از این‌ها باشد.
واریکوسل می‌تواند باعث کاهش رشد بیضه و در نهایت کوچک شدن بیضه گردد. همچنین با اثر بر اسپرم‌ها باعث کاهش حرکت و تعداد آن‌ها و تغییر مورفولوژی (شکل ظاهری) آن‌ها خواهد شد. واریکوسل به‌طور مستقیم اثری بر توانایی جنسی یا ایجاد انزال زودرس ندارد.
در بیماری که با ناباروری و واریکوسل مراجعه می‌نماید علاوه بر معاینه و شرح حال باید حداقل دو یا سه آزمایش منی برای تصمیم‌گیری وجود داشته باشد. با توجه به حساسیت آزمایش باید در آزمایشگاهی انجام گردد که به‌طور تخصصی این آزمایش را انجام می‌دهند.
معاینه باید با دست و ابتدا در حالت ایستاده و سپس در حالت خوابیده انجام گردد تا مشخص شود آیا با دراز کشیدن واریکوسل کاهش چشمگیر پیدا می‌کند یا نه که اگر نکرد سونوگرافی شکم و لگن برای بررسی بیشتر انجام گردد. در زمان معاینه ممکن است وریدها مانند واریس پا قابل مشاهده باشند یا مانند کیسه پر از کرم قابل لمس باشند یا بازور زدن قابل لمس شوند که این معیارها بیانگر شدت واریکوسل است. در تشخیص واریکوسل معاینه بالینی حرف اول و آخر را می‌زند و سونوگرافی برای مواردی به کار می‌رود که معاینه مشکل باشد مانند بیماران بسیار چاق یا موارد خفیف. البته از سونوگرافی داپلر یا رنگی می‌توان برای تأیید عود (برگشت خون به سمت بیضه‌ها) پس از عمل کمک گرفت.

## درجه‌بندی واریکوسل
گرید ۱: وریدها هنگام زور زدن قابل لمس می‌باشند.
گرید ۲: وریدها در حالت ایستاده قابل لمس می‌باشند.
گرید ۳: وریدها در حالت ایستاده قابل مشاهده‌اند.
واریکوسل ساب کلینیکال: که با معاینه قابل لمس نیستند ولی با سونوگرافی تشخیص داده می‌شود.

## نیاز به درمان
واریکوسل یک بیماری خوش‌خیم است اما درمان دارویی ندارد و تنها روش درمان آن جراحی است. تصمیم‌گیری برای عمل بستگی به فاکتورهای گوناگونی مانند: شدت واریکوسل و سن بیمار و وضعیت باروری (تأهل و داشتن یا نداشتن فرزند) دارد. در مواردی که بیمار واریکوسل گرید دو یا سه داشته باشد و با ناباروری مراجعه نموده باشد نیاز به عمل جراحی واریکوسلکتومی دارد. اگر واریکوسل با اختلال در آزمایش منی همراه باشد باز هم نیاز به عمل دارد (همان‌طور که گفته شد باید حداقل دو یا سه آزمایش منی برای تصمیم‌گیری وجود داشته باشد).
در برخی رفرنس‌ها اگر مرد جوانی با واریکوسل قابل مشاهده یا قابل لمس (درجه سه یا دو) مراجعه نماید و فعلاً قصد بچه دارشدن هم نداشته باشد برای پیشگیری از اثرات نامطلوب آن بر باروری توصیه به عمل می‌شود. در مورد جراحی واریکوسل‌های بسیار خفیف یا ساب کلینیکال اختلاف نظر وجود دارد.

## درمان واریکوسل
این بیماری بیماری هست که قابلیت عود دارد. فلذا دقت کنید که حتما قبل هر گونه درمانی تست اسپرم بدهید. اگر میزان هورمون‌های و فعالیت لوله‌های اسپرم‌ساز نامناسب بود، دست به درمان بزنید. در غیر این صورت، با مراقبت و تست مجدد سالیانه (بنا به تشخیص پزشک) با این درد کنار بیایید. طب سنتی طبی مکمل است. دقت کنید که باید در کنار طب نوین گنجانده شود. این طب در مورد این بیماری توصیه می‌کند سعی کنید یبوست خود را درمان کنید. دومین قدم، اصلاح تغذیه و داشتن تغذیه‌ای است که حاوی مواد عودکننده تورم و واریس رگ‌های بیضه نباشد. سومین قدم داشتن تحرک و ورزش(به استثنای ورزش‌های سنگین نظیر دمبل، دویدن، وزنه سنگین، زیاد نشستن و ...) است. یکی از مناسب‌ترین ورزش‌ها برای شما که واریکوسل دارید حرکت شکم دوچرخه هست که تاثیر خوبی بر روی بازگشت خون از بیضه‌ها به سمت قلب دارد.
فشار خون خود را کنترل کنید و از غذاهایی نظیر بادمجان، فلفل دلمه، سوسیس، عدسی، نوشابه، غذاهای کنسروی و غذاهای فرآوری شده دوری کنید. غذاهایی نظیر کنجد، سیب، نخود آب، حلیم، گندم (با پخت به هر نحوی) تربچه، کوکو سبزی، انواع سبزی‌جات، میوه‌جات، زنجبیل برای شما بسیار مفید است. سعی کنید اگر مشکلی ندارید هر روز یک حبه سیر در رژیم غذایی‌تان داشته باشید.
گوشت ماهی برای شما بسیار مناسب است. گوشت بلدرچين هم برای شما بسیار مفید است.
هفته.ای یکبار الی دو بار با روغن سیاهدانه کمر خود را مالش دهید (جهت بالابردن کیفیت اسپرم).
هر هفته دو بار نخودآب بخورید. نان کامل بخورید اگر بتوانید نان سالم و کامل بخورید بدانید عقیم نخواهید شد حتی بدون جراحی واریکوسل
با این حال بهترین و کم عارضه‌ترین شیوه جراحی این بیماری، عمل اندوواسکولار با ونوگرافی است که تحت بی‌حسی موضعی انجام می‌شود. درمان اندوواسکولار قطعی، بدون درد بعد از عمل، و همراه با بستری کوتاه می‌باشد. در درمان اندوواسکولار بیمار احساس آرامش بیشتری کرده و کمتر از یک روز بستری می‌شود. درمان بعدی عمل جراحی با میکروسرجری است که می‌توان به طریق میکروسکوپی، وریدهای بیضه را بست و از ایجاد عوارضی چون جمع شدن آب در آن‌ها جلوگیری کرد.
واریکوسل درمان دارویی ندارد و تنها روش درمان آن جراحی است. روش‌های درمان آن یا با روش‌های با برش جراحی است یا با روش آمبولیزاسیون (فرستادن لخته) از طریق پوست. جراحی واریکوسل یا به اصطلاح پزشکی واریکوسلکتومی بستن وریدهای بیضه مبتلا می‌باشد که پس از انسداد این وریدها به تدریج به دلیل عدم حرکت خون، وریدهای مسدود شده کوچک شده و از بین می‌رود و واریکوسل برطرف می‌گردد. این اقدام از طریق برش کوچکی بر روی پوست شکم به طول ۴–۲ سانتیمتر قابل انجام است.
روش‌های جراحی:
۱) روش استاندارد طلایی جراحی واریکوسل روش اینگوینال میکروسکوپیک می‌باشد که با برش کوچک پایین شکم نزدیک خارج ریشه آلت و بالای بیضه و با کمک میکروسکوپ انجام می‌شود. مزیت این روش حفظ شریان (سرخرگ) و عروق لنفاوی و عصب می‌باشد و میزان عود نیز کمتر است (حدود۱تا۲٪).
۲)روش جراحی اینگوینال که تقریباً مانند روش اول است اما بدون میکروسکوپ انجام می‌شود و بنابراین عوارض آن بیشتر است (عود۹تا۱۶٪ و هیدروسل۳تا ۳۹٪).
۳) روش جراحی رتروپریتوان که با برشی بالاتر از روش قبلی انجام می‌شود. عود ۱۱تا۱۵٪ و هیدروسل ۷٪ ممکن است ایجاد گردد.
۴) روش جراحی با لاپاروسکوپ که با ایجاد حدود سه سوراخ در شکم و فرستادن گاز به داخل شکم برای ایجاد فضای کافی برای کار انجام می‌شود. اما در این روش احتمال آسیب عروق بزرگ یا روده‌ها یا مثانه و… هر چند ناشایع وجود دارد. هیدروسل ۵تا ۸٪ و عود کمتر از ۲٪ است و احتمال آسیب شریان نیز وجود دارد.
۵) روش آمبولیزاسیون از راه پوست که از راه وریدهای کنار ران به صورت موضعی لخته خون خود بیمار یا کویل یا مواد سنتتیک و مصنوعی دیگر به داخل وریدها فرستاده می‌شوند. این روش نیاز به متخصص رادیولوژی ماهر در این زمینه و تجهیزات پیشرفته دارد. عود ۴تا۱۱٪ دارد. این روش در مواردی که بیش از دو بار واریکوسل عود کرده باشد توصیه می‌شود.

## ناباروری
واریکوسل شایع‌ترین بیماری قابل درمان درمردان است. بیماری واسل در بیضه پسران جوان موجب عدم تخلیه خون در بیضه و بالا رفتن درجه حرارت بدن هم می‌شود. این بیماری عوارضی شامل اختلالات هورمونی و ناتوانی در اسپرم سازی ایجاد می‌کند که فرد را مستعد ناباروری می‌کند. اسپرم مرد پس از بررسی‌های لازم اگر پایین‌تر از معیارهای استاندارد بود، آن فرد نابارور تلقی می‌شود. آمارهای جهانی نشان می‌دهد ۱۵ درصد از زوج‌های جوان از ناباروری رنج می‌برند.

## مراقبت پیش و پس از عمل
پس از تصمیم‌گیری برای عمل و انجام آزمایش‌ها روتین خون و بررسی اسپرم موهای ناحیه عمل شب قبل یا صبح عمل تراشیده می‌شوند. ازساعت ۱۲ شب قبل از عمل بیمار دیگر چیزی نمی‌خورد. عمل با بیهوشی عمومی یا بی‌حسی از کمر (نخاعی) بسته به شرایط بیمار و صلاحدید متخصص بیهوشی انجام می‌گردد. مدت زمان عمل بستگی به فاکتورهای گوناگون دارد و متوسط ۳۰ تا ۶۰ دقیقه می‌باشد. بیمار همان روز یا فردا صبح مرخص می‌شود و به مدت حداقل ۷تا ۱۴ روز استراحت پزشکی خواهد داشت. بهتر است نزدیکی از روز هفتم به بعد انجام گردد.

## عوارض

### عوارض کوتاه مدت
درد یا عفونت زخم یا خون‌ریزی یا خون‌مردگی اطراف ناحیه عمل و … می‌باشد در برخی موارد ممکن است درد خفیفی برای مدتی باقی بماند یا بی‌حسی اطراف ناحیه عمل یا پوست کیسه بیضه ایجاد شود.

### عوارض بلندمدت
عود واریکوسل/ هیدروسل (جمع شدن مایع اطراف بیضه) / کوچک شدن بیضه (کمتر از ۱٪)

### عوارض در رابطه زناشویی
ارتباط این بیماری با رابطه زناشویی و ناتوانی های جنسی هنوز کاملا مشخص نیست.

## پیگیری
حدود ۳تا ۴ ماه پس از عمل اولین آزمایش اسپرم انجام می‌شود و پس از آن با همین فاصله تا یکسال یا تا زمان بارداری همسر آزمایش انجام می‌گردد. میزان بارداری پس از عمل در مطالعات مختلف بین ۳۰ تا ۶۰٪ گزارش شده‌است. اگر زوج پس از درمان همچنان نابارور باشند توصیه به انجام روش‌های کمک باروری می‌شود.